# Jean Bosc (théologien)
Pour les articles homonymes, voir Jean Bosc et Bosc.
Jean Bosc, né le 31 octobre 1910 à Lille et mort le 17 octobre 1969 est un pasteur et théologien français, promoteur de la théologie de Karl Barth. 

## Biographie

### Formation
Jean Bosc naît à Lille où son père, Pierre Bosc, est pasteur de 1904 à 1941. Il suit ses études secondaires au lycée Faidherbe dans cette ville. Alors qu'il est attiré par la théologie, ses parents l'incitent à entreprendre d'abord d'autres études. Il obtient ainsi une licence d'allemand avant d'entrer en 1930 à la faculté de théologie protestante de Paris. Il complète d'ailleurs sa formation théologique en Allemagne à partir de 1933, ce qui lui permet d'étudier directement sous la direction de Karl Barth. Il se fait connaître dans le protestantisme français à partir de 1934 en traduisant des sermons et œuvres de Karl Barth en collaboration avec Pierre Maury et Roland de Pury, qui sont publiés sous le titre Le culte raisonnable,. Il soutient une thèse de théologie, intitulée L'office royal du Seigneur Jésus-Christ en 1954, puis une seconde thèse intitulée L'unité dans le Seigneur (1963-1964).
Il est nommé secrétaire général de la Fédé où il succède à Charles Westphal. Il est remplacé par le théologien André Dumas en 1940.

### Carrière pastorale et théologique
En 1944, il est nommé pasteur à Meaux. Il poursuit ses cours sur la relation d'aide à l'École pratique de service social et enseigne la dogmatique à la faculté de théologie protestante de Paris à partir de 1950, et donne des cours à l'Institut supérieur d'études œcuméniques de l’Institut catholique de Paris.

### Autres engagements
Il est cofondateur de l'hebdomadaire Réforme. Il fonde en 1946 avec Jacques Ellul les Associations professionnelles protestantes, un réseau dont le but est de concilier au quotidien vie professionnelle et engagement chrétien. Il est administrateur de l'École pratique de service social depuis 1947, il en devient le secrétaire général en 1959. Il dirige la revue Foi et Vie, de 1957 à sa mort, remplacé à cette fonction par Jacques Ellul. Il participe  à partir de 1958 au sein du Groupe des Dombes. Il est président de l’œuvre des diaconesses de Reuilly en 1964, membre du conseil national de l'Église réformée de France à partir de 1962, et vice-président de ce même conseil en 1968.
En 1954, il participe avec le pasteur André de Robert à la création du Centre de Villemétrie, un lieu de rencontre et de réflexion théologique qui entend questionner la coupure entre la foi chrétienne et les réalités du monde moderne.

## Publications

### Ouvrages
- L’homme et la famille, Paris, Je sers, 1942
- L'office royal du Seigneur Jésus-Christ, Labor et Fides, 1957
- Karl Barth et la liberté de Dieu pour l’homme, Berger-Levrault, 1957
- L’unité dans le Seigneur. Unité et ordre sous le règne du Christ, Paris, Éditions Universitaires (coll. Nouvelle Alliance), 1964
- La foi chrétienne. Accords et divergences des Églises, Presses Universitaires de France ((coll. Mythes et religion), 1964, réédité Éditions du Cerf (coll. Foi Vivante), Paris, 1992.
- « Une étape qui pourra se révéler capitale (« Après le Concile, I – Constitution sur l’Église ») », Lumière et Vie, t. XIV, no 74,‎ août-octobre 1965, p. 3-7
- « Le Saint Esprit et l’Église (« Après le Concile, I – Constitution sur l’Église ») », Lumière et Vie, t. XIV, no 74,‎ août-octobre 1965, p. 29-39
- « Les théologiens protestants contemporains : Bultmann – Barth – Cullmann – Tillich – Dodd – Bonhoeffer », Foi et Vie,‎ mai-juin 1966
- Points de vue de théologiens protestants : études sur les décrets du Concile Vatican II, Editions du Cerf (coll. Unam Sanctam), 1967
- Situation de l’œcuménisme en perspective réformée, Editions du Cerf, 1969

### Ouvrages collectifs
- collectif, L’espérance de la gloire, in L’homme chrétien, Paris, Je sers, 1941, p. 95-111
- Jean Bosc, Jean Jousselin, Jeanne Lebrun et Pierre Lestringant, Église et jeunesse, Paris, Je sers, 1943
- Jean Bosc, Jacques Ellul et Edouard Kressmann, Conférences de Saint Agnan, Paris, Les deux Cités : Cahiers des Associations professionnelles protestantes, 1946
- collectif, La foi réformée et le problème du mal », in Le Mal est parmi nous, Paris, Plon, 1948, p. 229-250
- Jean Bosc, Pierre Bourguet, Pierre Maury et Hébert Roux, Le protestantisme et la Vierge Marie, Paris, Je sers, 1950
- Jean Bosc, Pierre Courthial, Pierre Gagnier, Albert Greiner et Suzanne de Dietrich, Le protestantisme et la Vierge Marie, Paris, Les Bergers et les Mages, 1960, p. 9-22
- Jean Bosc, Pierre Courthial, Pierre Gagnier, Albert Greiner et Suzanne de Dietrich, L’infaillibilité de la Parole de Dieu, in La Réforme, servante de l’Unité, Paris, Les Bergers et les Mages, 1960
- Jean Bosc, Jean Guitton et Jean Daniélou, Le dialogue catholique – protestant, Paris et Genève, La Palatine, 1960
- Jean Bosc, Jacques Ellul et Jean Carbonnier, La révélation chrétienne et le droit : Colloque de philosophie du droit, 24-25 novembre 1959  (Annales de la Faculté de Droit et des Sciences politiques et économiques de Strasbourg IX, Travaux de l’Institut de Droit et d’Économie comparés), Paris, Dalloz, 1961
- Jean Bosc, Jacques Ellul et Jean Carbonnier, Sur la doctrine du droit de Calvin, in La révélation chrétienne et le droit : Colloque de philosophie du droit, 24-25 novembre 1959 (Annales de la Faculté de Droit et des Sciences politiques et économiques de Strasbourg IX, Travaux de l’Institut de Droit et d’Économie comparés), Paris, Dalloz, 1961
- Jean Bosc, Yves Congar et Marie-Joseph Le Guillou, Dialogue œcuménique, Paris et Genève, La Palatine, 1962
- collectif, Christianisme et humanisme de Calvin, in L’homme chrétien et l’homme marxiste, Paris et Genève, La Palatine, 1964, p. 175-187
- Jean Bosc et Jean Danielou, L’Église face au monde, Paris et Genève, La Palatine, 1966
- Jean Bosc et Dom Georges Lefebvre, Le Christ, notre roi commun, Paris, Desclée de Brouwer, 1966
- Jean Bosc, Jean-Marie Le Guillou et Olivier Clément, Évangile et révolution au cœur de notre crise spirituelle, Paris, Éditions du Centurion, 1968
- Jean Bosc et Dom Georges Lefebvre, Vivre ce qui unit, Paris, Desclée de Brouwer, 1968
- Jean Bosc, Bernard Dupuy et Élie Mélia, Le Peuple de Dieu, Tours, Mame (coll. Églises en dialogue), 1970